# Chính phủ Nhà nước Palestine
Chính phủ Nhà nước Palestine (tiếng Ả Rập: حكومة دولة فلسطين), là cơ quan thực hiện quyền hành pháp của Nhà nước Palestine, một quốc gia có chủ quyền về mặt pháp lý tại khu vực Trung Đông. Đứng đầu chính phủ là Thủ tướng Nhà nước Palestine.